# Port-Camargue
Pour les articles homonymes, voir Camargue (homonymie).
Port-Camargue est un quartier de la commune du Grau-du-Roi, dans le département du Gard en région Occitanie constitué d'un port de plaisance classique et d'une marina. Créé ex nihilo par la « mission Racine », Port-Camargue est emblématique du développement du tourisme de masse à destination des catégories populaires qu'a connu le littoral de l'ancienne région Languedoc-Roussillon (aujourd'hui région Occitanie) depuis les années 1960. Il s'agit aujourd'hui du deuxième port de plaisance d'Europe en nombre de places à flot, derrière le port de La Rochelle.

## Localisation
Tout en étant rattaché à la commune du Grau-du-Roi, Port-Camargue est situé dans la baie d'Aigues-Mortes sur une surface de 60 hectares, en 2011, qui devienne 172 hectares, en 2019 avec 15 000 m2 de zone technique.
Port-Camargue est un point maritime situé à égale distance, de 220 M, entre Ajaccio (Corse) et Mahon (Îles Baléares).

### Navigation et informations nautiques
L'accès au port de plaisance se fait par un chenal ouvert au nord-ouest, dans un axe laissant une faible place à la houle. Le fond est sablonneux et dragué en moyenne à 5 m. L'amerrissage à la voile par temps de mistral assez fort peut se révéler difficile, mais sans risques vraiment majeurs.
À noter la présence pour l'arrivée par le sud de bouées houlographes face à la pointe de l'Espiguette. Celles-ci sont parfois retirées pour des raisons d'entretien. Elles permettent de signaler la limite de la zone des bancs de sable bordant le long des plages de la baie. En cas de navigation à proximité, l'utilisation du sondeur est vivement recommandée. La plupart des barres rocheuses d'ensablement se prolongent de façon sous-marine sur plus d'une dizaine de mètres. Il convient d'éviter de les approcher de trop près.
La capitainerie est en veille (quasi) permanente sur le canal 9 et peut être jointe par téléphone. Le ravitaillement en carburant est possible ; la station se situe après la zone d'accueil, en suivant le chenal le plus au nord (à bâbord). On notera enfin la présence d'une vedette SNSM, de deux écoles de voile et d'un centre UCPA.

## Histoire
En 1963, la CCI de Nîmes, avec le concours de Jean Bastide lance le projet de construction d'un nouveau port de plaisance sur le littoral languedocien, dans le cadre de la mission Racine. L'architecte retenu est Jean Balladur, qui a également dessiné les plans de la Grande-Motte, avec les collaborateurs Denis Barthélemy et Paul Gineste. Sa construction débute en 1969 avec la création des bassins, quais et jetées. Puis les premières marinas sont construites. En 1974, la capitainerie apparaît. En 1980, la deuxième tranche de travaux concernant les marinas est lancée et en 1985 se termine le plan de construction initial de la CCI. Depuis, sous la pression du marché, l'urbanisme n'a cessé d'évoluer avec la construction de nombreuses marinas supplémentaires, d'appartements et de villas. Sa Régie a été présidée par Étienne Mourrut lorsqu'il était maire du Grau-du-Roi.
En 2015, l'ensemble de Port-Camargue est labellisé « Patrimoine du XXe siècle » dont la capitainerie, ensemble urbain du quai d'honneur et la marina Les Camarguaises Sud. Ce label est supprimé l'année suivante et est remplacé par le label Architecture contemporaine remarquable.

## Économie
Avec 4 800 emplacements en 2011, puis 5 000, en 2018, sur un seul et même bassin, Port-Camargue est le deuxième plus grand port de plaisance d'Europe. De plus en plus de résidents permanents y habitent et l'activité commerciale s'y intensifie, avec plus d'une centaine de commerces. Le tourisme allié à la plaisance et aux activités nautiques constitue l'essence de l'activité de Port-Camargue. 
On notera, d'ailleurs, la présence à proximité de Port-Camargue de nombreux campings et de vastes plages (dont celle de l'Espiguette, qui s'étend jusqu'aux Saintes-Maries-de-la-Mer).

## Galerie

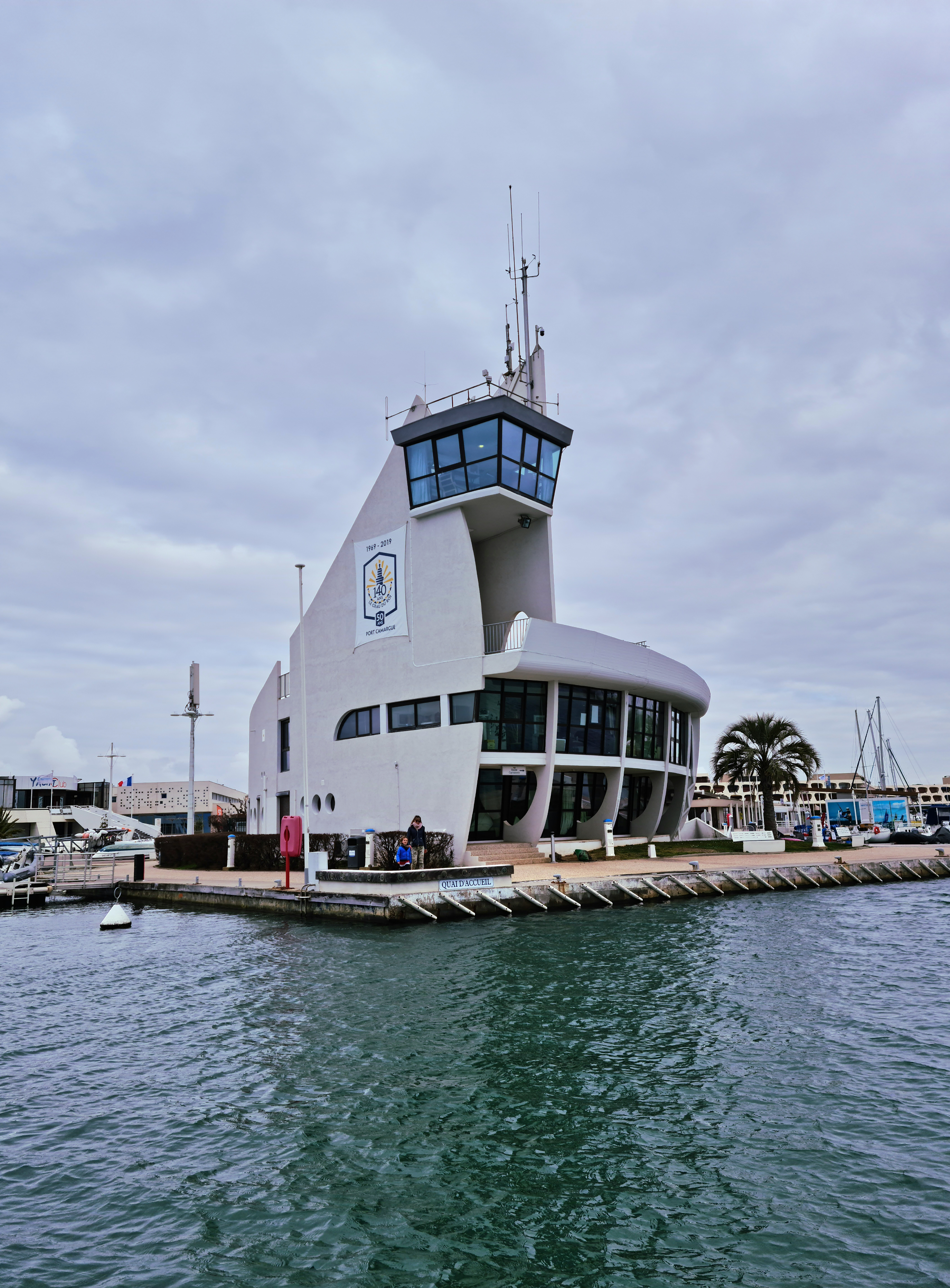
Capitainerie.
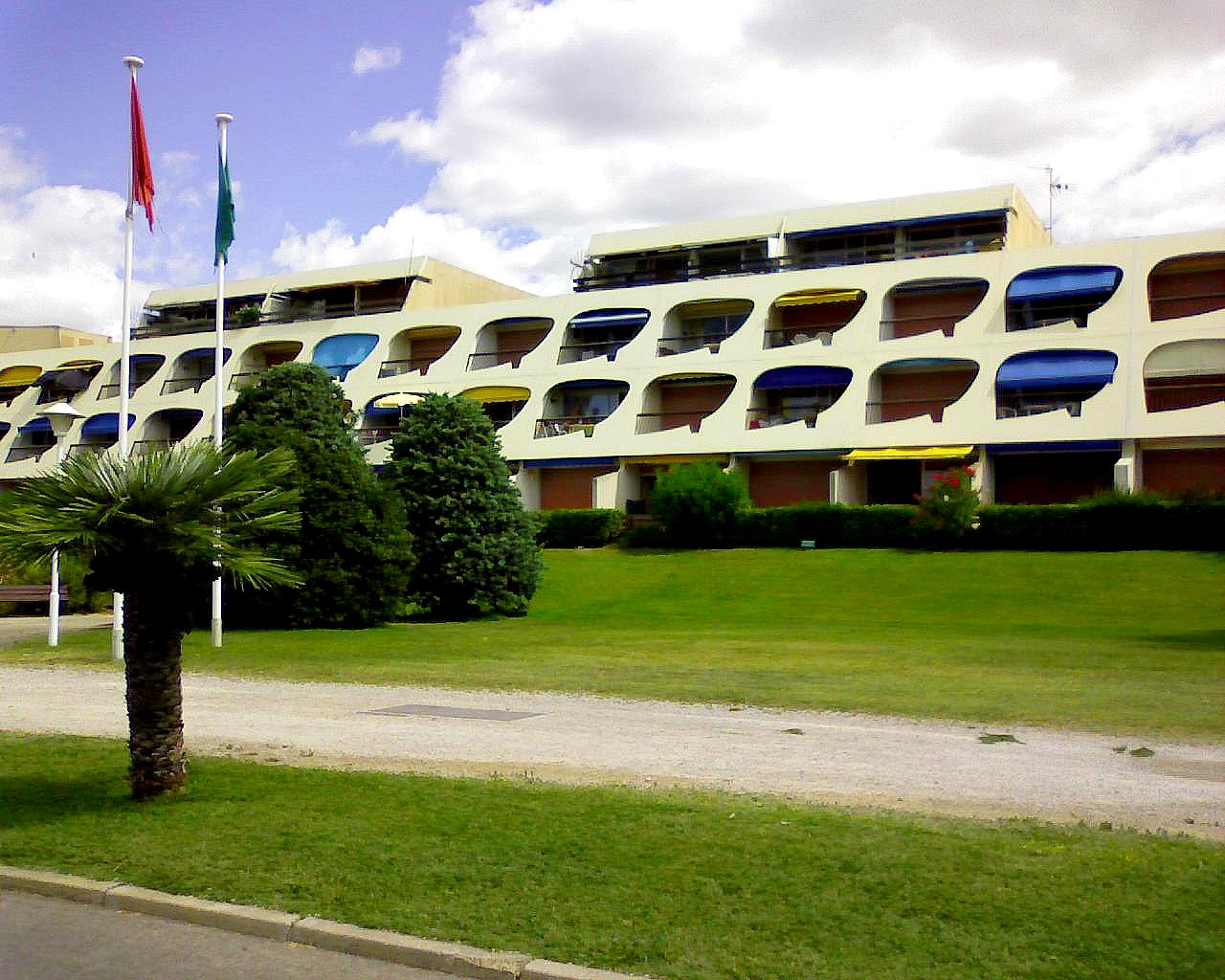
Résidence l'Escale Port.
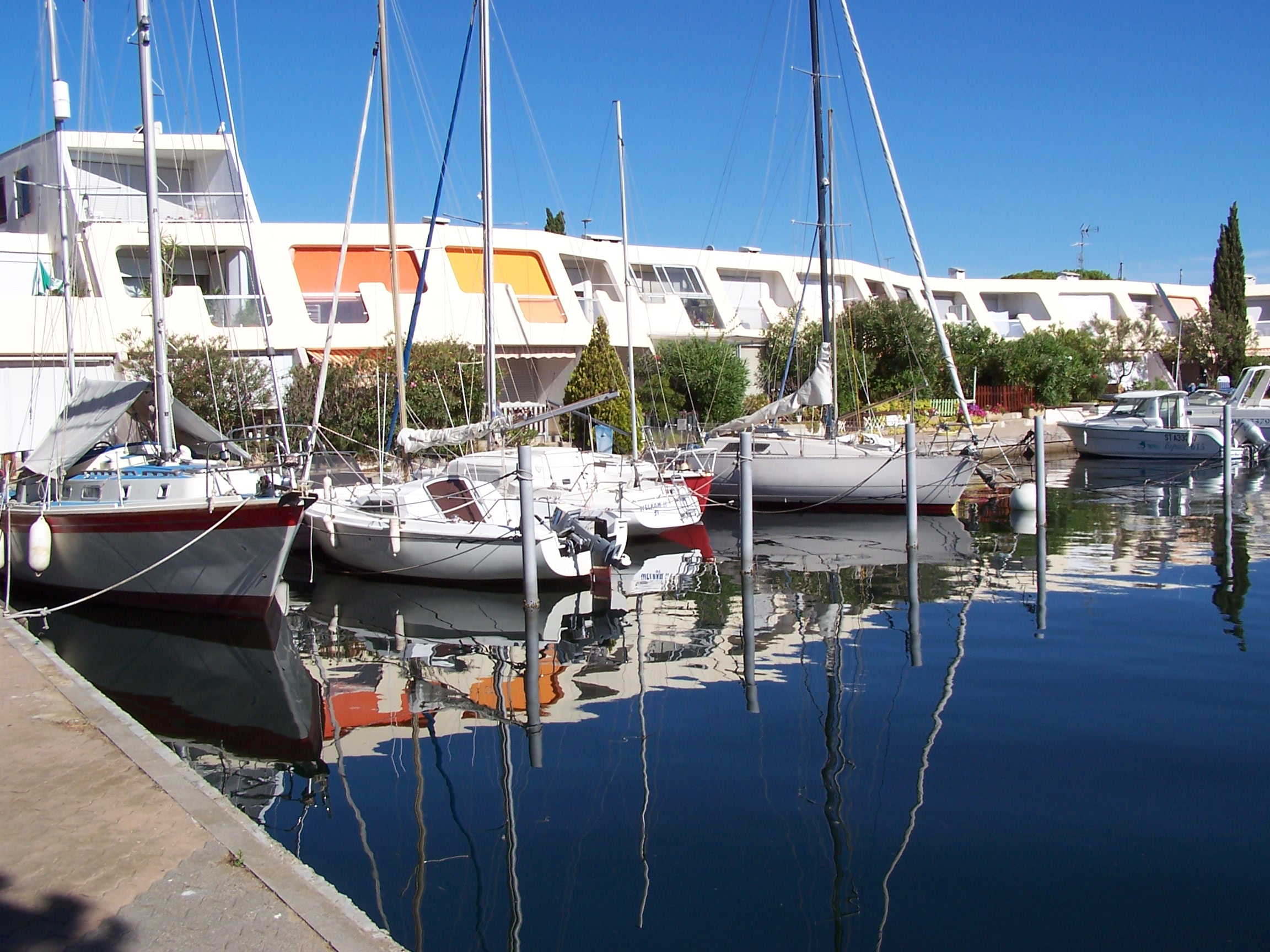
Marina Les Arpèges.
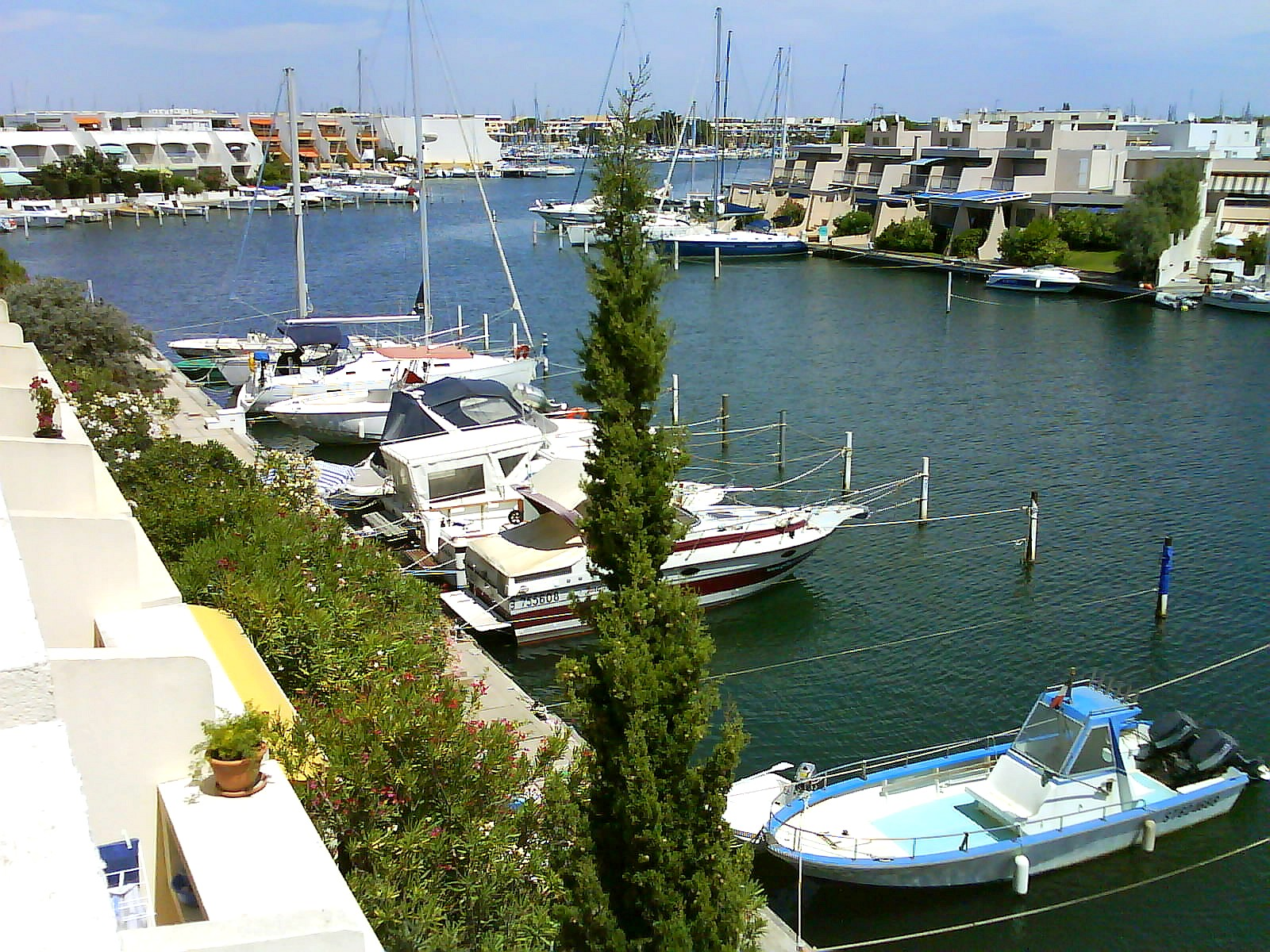
Quais de la marina Ulysse Plage.
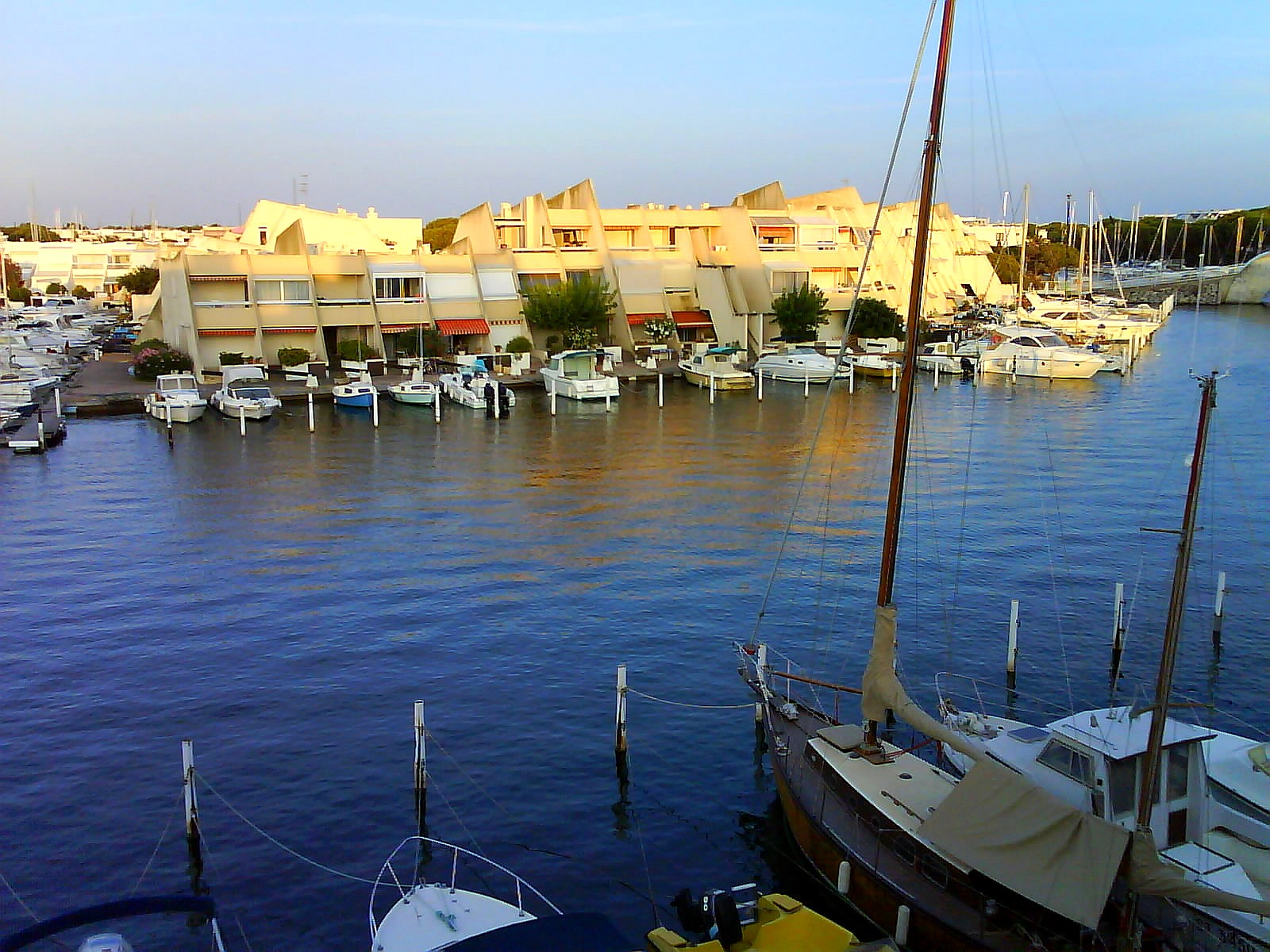
Marina Nirvana.
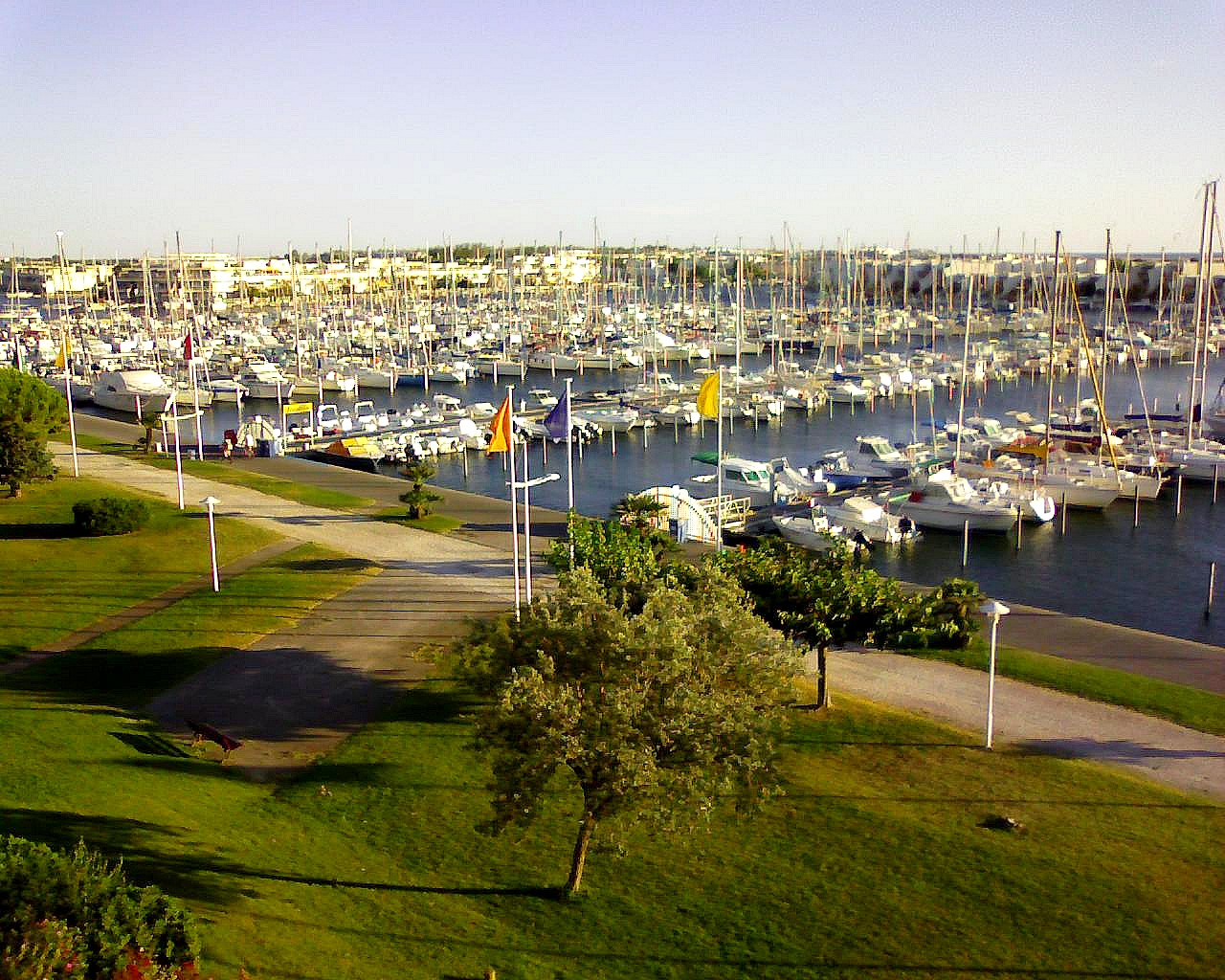
Quai Bougainville.
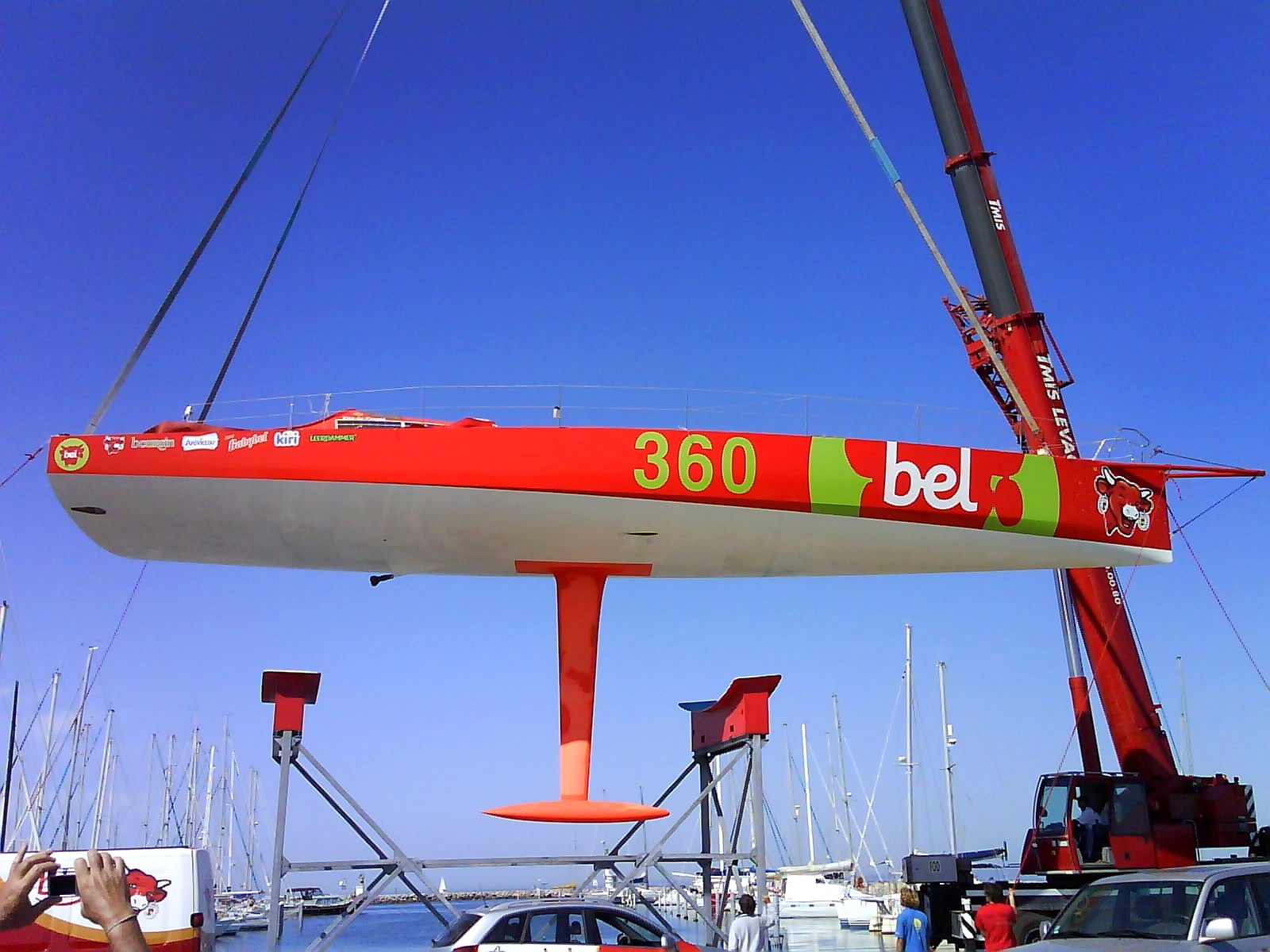
Mise à l'eau du Groupe Bel.
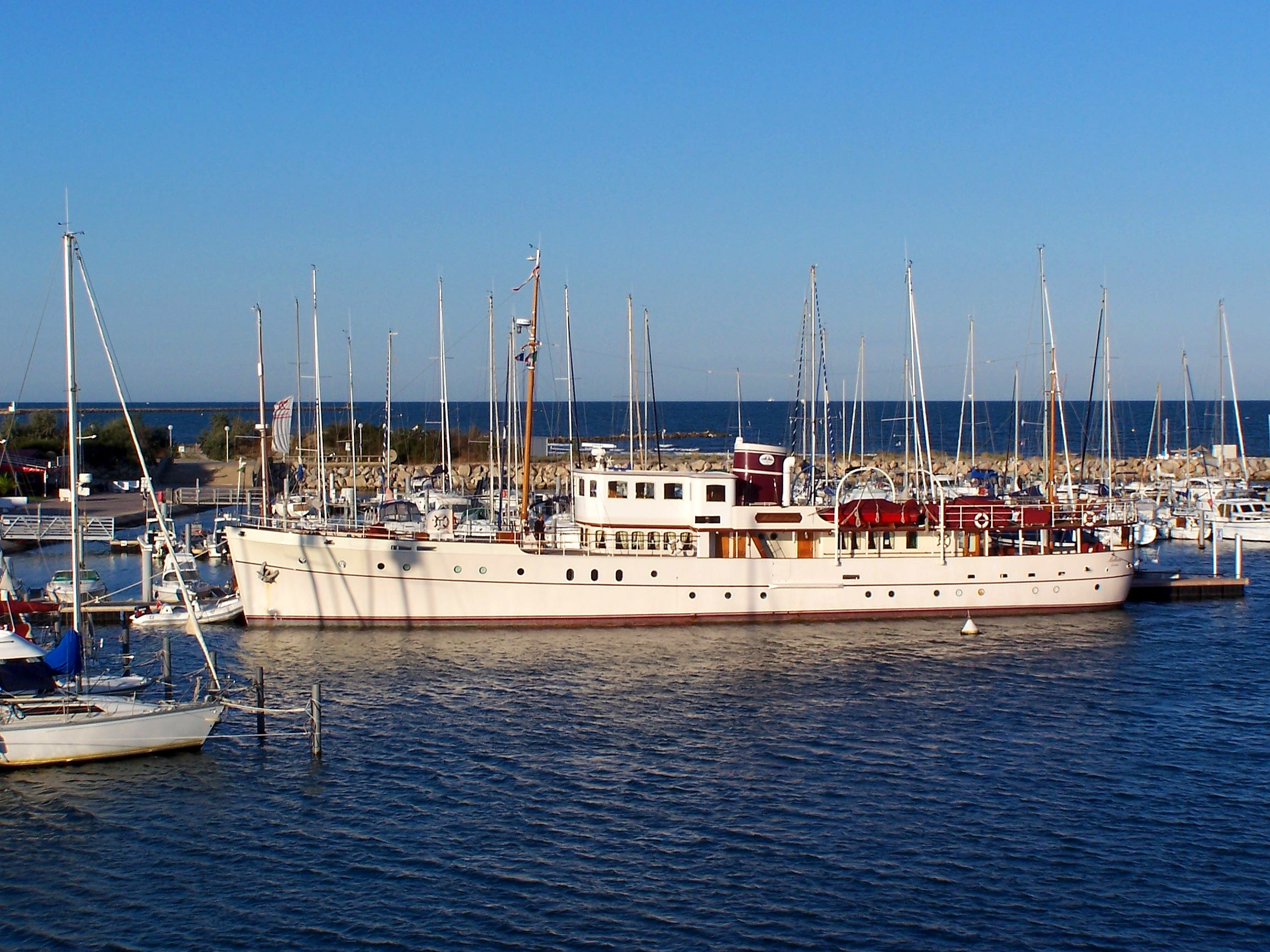
Le Meltemi à Port Camargue.